# Milton Friedman
Vous lisez un « bon article » labellisé en 2008.
Pour les articles homonymes, voir Friedman.
Ne doit pas être confondu avec David Friedman (écrivain).
Milton Friedman, né le 31 juillet 1912 à Brooklyn (New York) et mort le 16 novembre 2006 à San Francisco, est un économiste américain, considéré comme l'un des plus influents du XXe siècle.
Ardent défenseur du libéralisme, il obtient le prix de la Banque de Suède en 1976. Il travaille sur des domaines de recherche aussi bien théorique qu'appliquée, étant à l'origine du courant monétariste, ainsi que le fondateur de l'École de Chicago. Il est également un commentateur politique et essayiste à succès,.
Ses deux œuvres majeures sont d'abord son livre Capitalisme et liberté en 1962 puis sa série d'interventions télévisées en 1980 intitulée Free to Choose (en français La Liberté du choix).
Milton Friedman a inauguré une pensée économique d'inspiration libérale dont les prescriptions s'opposent de front à celle du keynésianisme. Ses idées ont eu une influence considérable dans le monde de la politique et de l'économie dans les années 1980.

## Biographie

### Jeunesse et formation
Milton Friedman naît à Brooklyn (New York), le 31 juillet 1912 dans une famille d'immigrants juifs venue de Transcarpathie, alors partie de la Hongrie (dans l'actuelle Ukraine). Il est le premier enfant de Sarah Ethel Landau et de Jenő Saul Friedman, tous les deux petits commerçants. Alors que Friedman a un an, sa famille déménage à Rahway, dans le New Jersey, où il passe sa jeunesse. Son père meurt alors qu'il a 15 ans. Étudiant brillant, il finit ses études à l'école secondaire de Rahway en 1928, peu après son seizième anniversaire.

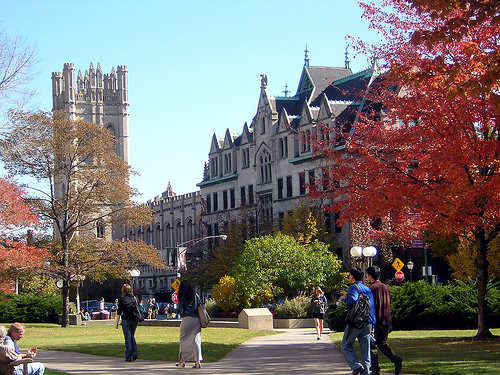
Le campus de l'université de Chicago

Il obtient alors une bourse pour aller étudier à l'université Rutgers dans le New Jersey, où il obtient son diplôme de Bachelor of Arts en 1932. Il se spécialise en mathématiques et se destine à la profession d'actuaire avant d'abandonner cette idée pour se tourner vers l'économie pure.
À sa sortie de Rutgers, toujours boursier, il étudie l'économie à l'université de Chicago où il obtient une maîtrise en 1933. Il y est influencé par les idées de Jacob Viner, Frank Knight et Henry Simons. C'est également à cette époque qu'il rencontre sa future épouse, Rose Director, sœur du professeur de droit Aaron Director.
Il étudie un an les statistiques à l'université Columbia sous la direction d'Harold Hotelling, où il sympathise avec George Stigler, cofondateur avec lui de l'école de Chicago, avant de revenir l'année suivante à Chicago : il y est assistant de recherche auprès de l'économiste Henry Schultz, qui travaille sur son ouvrage Théorie et mesure de la demande.

### Travail au niveau fédéral
En 1935, ne trouvant pas d'emploi dans une université, Friedman se rend à Washington où les programmes lancés par Roosevelt offrent un débouché pour les économistes. Dans Two lucky people, ses mémoires écrits avec sa femme Rose, il écrit qu'alors il jugeait les programmes de créations d'emplois publics adaptés pour une situation critique, mais pas les systèmes de fixation des prix et des salaires. Quelques années plus tard il rédige un article avec George Stigler intitulé Roofs or Ceilings, dans lequel Stigler et Friedman attaquent avec vigueur le contrôle des loyers. En cela, on peut voir les prémices de ses futures idées sur les contrôles des prix qui fausse la fixation des prix par le mécanisme de la rencontre entre l'offre et la demande.
Il adopta par la suite une posture plus critique envers les mesures du New Deal, considérant que la Grande Dépression venait principalement d'une mauvaise gestion de la monnaie, dont l'offre aurait dû être augmentée et non réduite. Dans son Histoire monétaire des États-Unis parue en 1963, il développe cette thèse en expliquant cette grave crise économique par les politiques de contraction monétaire menées.
En 1935, il rejoint le National Resources Committee qui travaille alors sur une large étude de la consommation. Il tirera de ce travail une partie des idées qu'il développa dans sa Théorie de la fonction de consommation. Deux ans plus tard, Milton Friedman rejoint le National Bureau of Economic Research où il assiste Simon Kuznets dans ses travaux. Il étudie plus particulièrement la répartition des revenus et dans un article alors controversé, il explique les hauts salaires des médecins par les barrières à l'entrée maintenues par le syndicat national des médecins. C'était le sujet de sa thèse et il reprendra ce sujet dans plusieurs écrits.
En 1940, il est nommé professeur assistant à l'université du Wisconsin à Madison, qu'il quitte après avoir rencontré des problèmes d'antisémitisme au sein du département d'économie.
De 1941 à 1943 il travaille comme conseiller auprès du département du Trésor des États-Unis sur la question des taxes pour financer l'effort de guerre. Porte-parole du Trésor, il défend alors une politique keynésienne. Dans son autobiographie, il constate « à quel point [il] était alors keynésien ».

### Carrière académique

#### Débuts
En 1943, il rejoint l'université Columbia où il travailla pendant le reste de la guerre comme statisticien. En 1945, il rend à Columbia sa thèse de doctorat, un travail effectué sous la direction de Simon Kuznets et intitulé Incomes from Independent Professional Practice. Il obtient finalement son doctorat pour cette thèse l'année suivante, année où Keynes s'éteint.
La même année, naît son deuxième enfant, David Friedman, qui suivra lui aussi des études scientifiques avant de devenir économiste, membre du courant anarcho-capitaliste. En 1945 et 1946, Milton Friedman enseigne à l'université du Minnesota, aux côtés de George Stigler.

#### Université de Chicago: de 1946 à 1955
En 1946, Friedman accepte un poste de professeur d'économie à l'université de Chicago, poste libéré à la suite du départ de Jacob Viner pour l'université de Princeton. Friedman y restera finalement trente ans et y développa une école économique : l'École monétariste de Chicago, avec des auteurs plusieurs fois récompensés de la plus haute distinction économique : George Stigler (« Nobel » 1982), Ronald Coase (« Nobel » 1991), Gary Becker (« Nobel » 1992), Robert E. Lucas (« Nobel » 1995).
À la même époque, il rejoint à nouveau le National Bureau of Economic Research, à l'invitation d'Arthur Burns ; il y restera jusqu'en 1981. Il y étudie le rôle de la monnaie dans les cycles économiques et y fonde en 1951 le Workshop in Money and Banking (Atelier sur la monnaie et la banque) qui participe à la renaissance de l'étude des phénomènes monétaires. Il commence également une collaboration avec Anna Schwartz, spécialiste d'histoire économique, qui débouche sur la publication en 1963 d'une Histoire monétaire des États-Unis, 1867-1960 dans laquelle s'expriment les prémices de la pensée monétariste.
Il passe une partie des années 1950 à Paris, où il assiste les administrateurs américains du plan Marshall. Il se penche à cette occasion sur l'étude des taux de changes flottants, sur la base de laquelle il publiera un ouvrage The Case for Flexible Exchange Rates (les arguments en faveur des taux de change flottants).
Friedman passa l'année académique 1954-1955 comme professeur invité au Gonville and Caius College de Cambridge.

#### Université de Chicago: de 1956 à 1975
À la suite de la publication de son ouvrage Studies in the quantity theory of money (Études sur la théorie quantitative de la monnaie) en 1956, les idées monétaristes acquièrent plus d'importance dans le débat économique, mais restent minoritaires. Ainsi, en 1959, le comité Radcliffe, créé par le gouvernement britannique pour proposer des évolutions du système monétaire international, développe des idées radicalement opposées.
Il devient connu du grand public avec son ouvrage publié en 1962, intitulé « Capitalisme et liberté », dans lequel il se livre à une défense du capitalisme, à une critique du New Deal et de l'État-providence qui émergeait. Bien qu'aucun des grands journaux américains n'en publient de critiques, le livre se diffuse progressivement et il s'en vendra plus de 400 000 exemplaires en dix-huit ans. Cela consacre l'engagement de Friedman comme intellectuel dans le débat public ; il devient par la suite conseiller économique du candidat républicain malheureux à la présidence en 1964, Barry Goldwater, très marqué par ses positions conservatrices.
Deux ans plus tard, il écrit pour la première fois une chronique économique dans le magazine Newsweek, prenant la suite d'Henry Hazlitt. Une semaine sur deux il écrivait dans le journal, en alternance avec Paul Samuelson. Par ces articles, il touchera largement la population américaine, jusqu'en 1983 où il y met fin. Sa célébrité croît et il devient en 1967 président de l'American Economic Association, association regroupant les économistes américains.

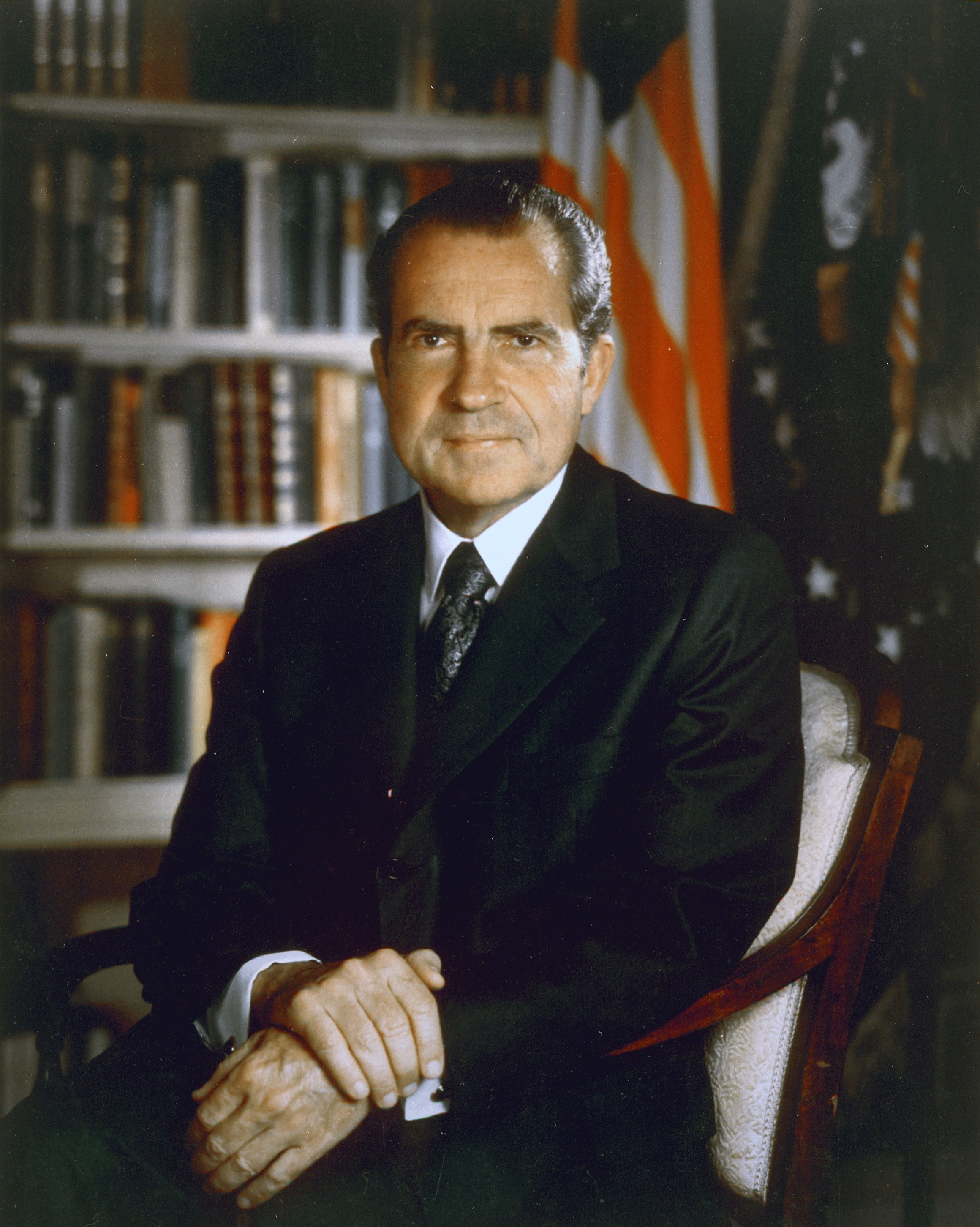
Richard Nixon, président américain dont Milton Friedman fut conseiller

À la fin des années 1960 il devient conseiller du président Richard Nixon, qui ne suivra cependant que très partiellement ses conseils au cours de sa présidence. Nixon impose ainsi un contrôle des prix et des salaires, à l'encontre des idées de Friedman. En 1969 il est nommé dans la commission chargée de réfléchir sur l'avenir du service militaire, dans laquelle il prend fortement parti pour un service fondé uniquement sur le volontariat. La conscription sera abolie en 1973. Friedman considérera ce résultat comme le plus satisfaisant dans son engagement intellectuel.
Depuis 1956, il donne des cours à l'université de Chicago à des étudiants en économie de l'université pontificale catholique du Chili dans le cadre d'un accord signé entre les deux universités. Il exerce par là une influence importante sur ceux que l'on allait appeler les Chicago Boys. En 1975, il se rend pendant cinq jours à Santiago pour prononcer une série de conférences à l'université pontificale. Le 26 mars, il est convoqué au siège du gouvernement et rencontre le dictateur Augusto Pinochet, dans un entretien de 45 min, ce qui lui est reproché par ses adversaires,.
Dans le contexte de la stagflation anglaise à partir de 1968 et américaine dans les années 1970, ses idées monétaristes s'imposent alors que le keynésianisme dominant jusqu'alors perd sa domination.
Pendant cette période, il dirige les thèses de doctorat de Gary Becker ou de Thomas Sowell.

### «Prix Nobel» et retraite
En 1976, Friedman reçoit le « prix Nobel » d'économie récompensant ses travaux sur « l'analyse de la consommation, l'histoire monétaire et la démonstration de la complexité des politiques de stabilisation ». Lors de la remise du prix, il est accueilli par des manifestants qui lui reprochent d'avoir rencontré les dirigeants de la dictature militaire lors sa visite au Chili. L'année suivante, âgé de 65 ans, il prend sa retraite de l'université de Chicago dans laquelle il avait enseigné trente ans. Il déménage alors avec sa femme à San Francisco et rejoint la Hoover Institution à l'université Stanford.
En 1977, à l'invitation du Palmer R. Chitester Fund, il commence à travailler sur le projet d'émission télévisée en dix parties pour présenter sa philosophie. Des trois ans de travail que cela nécessite sortira Free to choose, d'abord comme émission, puis comme livre, à chaque fois réalisé ou écrit avec sa femme Rose. L'ouvrage est la meilleure vente de l'année 1980 en Non fiction avec 400 000 exemplaires vendus et il est traduit en douze langues.
Dans les années 1980, il est conseiller officieux du candidat républicain Ronald Reagan, puis rejoint son comité économique quand ce dernier est élu à la Maison-Blanche. Il y restera jusqu'en 1988. Pendant les années 1980-1990, il continue à faire de nombreuses apparitions dans les médias ou des voyages en Europe de l'Est et en Chine pour promouvoir sa pensée.
En 1996, il crée avec sa femme une fondation en faveur de la liberté de choix pour l'éducation.
Donnant un entretien avec Henri Lepage en 2003, il y fait un bilan du monde des années 1980 jusqu'au début du XXIe siècle. Concernant la lutte contre la pollution, il reconnaît au gouvernement la légitimité pour contrôler les externalités négatives, mais par le jeu des mécanismes de marché, plutôt que par la réglementation. Il déclare notamment lors de cet entretien, concernant la taxation des rejets polluants :

« […] Ce n’est qu’un pis-aller mais il faut s’en contenter. L’idée qu’on pourrait éliminer toute pollution, ou même qu’il existerait un niveau « optimal » de pollution, est absurde. La pollution fait, par définition, partie de notre univers. Nous polluons dès lors que nous respirons. On ne va pas fermer les usines sous prétexte d’éliminer tous les rejets d’oxyde de carbone dans l’atmosphère. Autant se pendre tout de suite ! Nous devons donc nécessairement nous contenter de solutions imparfaites. Le problème n’est pas de courir après la pollution zéro, mais de savoir quelle est la technique la moins pénalisante. Il me semble que ce sont les taxes. »

Cette position est parfois mise en avant pour illustrer l'incompatibilité du libre-échange et de l'écologie.
Milton Friedman meurt d'une crise cardiaque le 16 novembre 2006, à l'âge de 94 ans.

## Famille

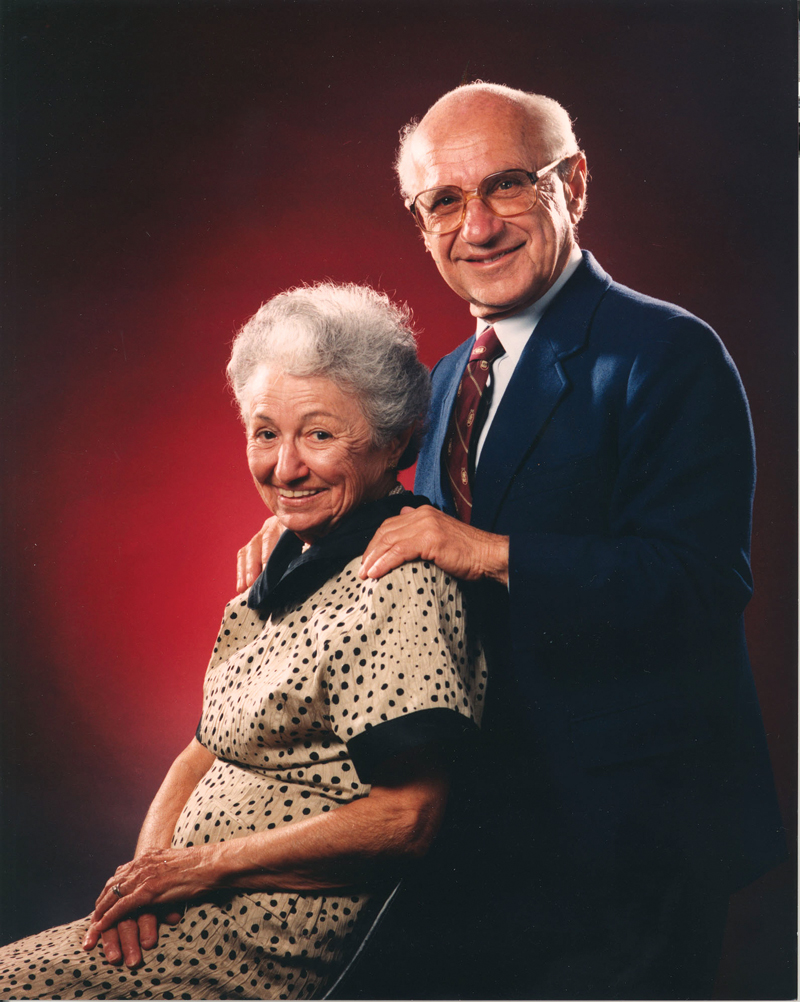
Milton et Rose Friedman

Milton Friedman était l’époux de Rose Friedman. Il est le père de David Friedman, théoricien de l'anarcho-capitalisme et de Jan Martel (en), joueuse de Bridge. 
Son petit-fils Patri Friedman est un libertarien convaincu et a créé le Seasteading Institute (en), un institut qui ambitionne de créer des îles artificielles dans les eaux internationales pour y vivre selon les principes libertariens.

## Travaux

### Statistiques
Pendant la Seconde Guerre mondiale, Milton Friedman travailla sur des sujets de statistiques, travaux qui, selon The New Palgrave, font encore référence aujourd'hui. En particulier, il travailla sur les arrangements et les problèmes de rang en théorie des ensembles. Il posa également les prémices de l'échantillonnage séquentiel (Test de Friedman) et développa enfin les méthodes non paramétriques pour l'analyse de la variance sur les échantillons appariés.

### Économie

#### La théorie quantitative de la monnaie et les effets de l'inflation
Les travaux les plus importants de Milton Friedman portent sur la monnaie, en particulier dans sa réhabilitation de la théorie quantitative de la monnaie, qui explique les mouvements des prix par la variation de la masse monétaire. Cette théorie quantitative est ancienne et tire ses racines des travaux de l'École de Salamanque, de Jean Bodin, de William Petty puis d'Irving Fisher.
Friedman en a offert sa reformulation moderne, dès 1956, dans un article intitulé « The quantity theory, a restatement », en la fondant sur une analyse de la demande de monnaie liée à sa théorie du revenu permanent. Il retrouve toutefois les conclusions des formulations anciennes de la théorie quantitative : les prix varient proportionnellement à la quantité de monnaie, selon l'équation de Fisher :
{\displaystyle \mathbf {M\cdot V=P\cdot Q} }.
Cette équation de base de la théorie quantitativiste pose l'équivalence entre ; la production (Q) d'une économie pendant une période donnée corrigée par l'évolution des prix (P) ; et la quantité d'argent qui a été échangée dans l'économie au cours de la période représentée par la quantité de monnaie en circulation (M) factorisée par sa vitesse de circulation (V).
Friedman pense, en effet, que les agents ont une demande de monnaie stable, car fonction de leur revenu permanent. Selon Friedman, pour les agents la monnaie est un bien patrimonial comme les autres, et ils la demandent en fonction de leur revenu permanent, c'est-à-dire du revenu actualisé qu'ils anticipent sur leur vie entière. Par conséquent, puisque la demande de monnaie est stable, toute augmentation de l'offre de monnaie ne modifie pas les encaisses réelles des agents. Ils utilisent, par conséquent, la monnaie supplémentaire dont ils disposent pour consommer, ce qui se traduit par une augmentation des prix. Pour lui, la cause de l'inflation n'est rien d'autre qu'une quantité de monnaie supplémentaire par rapport aux besoins de l'économie nationale. L'inflation par les coûts (taux de salaire, taux d'intérêt ou (et) cours des matières premières élevés) n'a aucun sens pour Friedman. Cette théorie a inspiré un grand nombre de pays pour qui la Banque Centrale doit être indépendante à l'égard du gouvernement. C'est ainsi que dans les pays de l'Union Européenne, le traité de Maastricht a obligé les pays membres à appliquer cette recommandation. Le but de cette séparation de pouvoir (le gouverneur de la Banque Centrale n'est pas nommé par le gouvernement) est de garder la stabilité monétaire afin d'éviter l'inflation. La politique de l'emploi et celle relative à la croissance économique sont, dans la plupart des cas, du ressort des gouvernements nationaux..
Milton Friedman s'est efforcé d'apporter une vérification empirique de ces résultats en 1963 dans son Histoire monétaire des États-Unis (rédigé avec Anna Schwartz) ou dans The Counter-Revolution in Monetary Theory en 1970. Cet ouvrage propose une étude de l'évolution de la politique monétaire menée par les États-Unis des années 1870 à 1960. Friedman et Schwartz étudie l'évolution de la quantité de monnaie et de l'inflation aux États-Unis sur presque un siècle. Il observe ainsi dans son Histoire monétaire des États-Unis qu'au cours des 18 cycles économiques étudiés, les creux ou les pics de l'activité économique furent précédés de creux ou de pics de la masse monétaire. On peut considérer que ces observations apportent la preuve (causalité à la Granger) que ce sont bien les fluctuations de la masse monétaire qui causent les retournements de cycles économiques et non l'inverse. Il était particulièrement critique vis-à-vis de la politique menée lors de la Grande Dépression des années 1930. Pour Friedman, la Fed, la banque centrale américaine créée en 1913, a limité de manière trop drastique la quantité de monnaie durant la crise de 1929. Selon lui, c'est la banque centrale qui a provoqué, aggravé et prolongé la dépression économique. Friedman écrit ainsi à ce sujet :

« La Fed est largement responsable de [l'ampleur de la crise de 1929]. Au lieu d'user de son pouvoir pour compenser la crise, elle réduisit d'un tiers la masse monétaire entre 1929 et 1933… Loin d'être un échec du système de libre entreprise, la crise a été un échec tragique de l'État. »

— Milton Friedman, Two lucky people : Memoirs
L'ancien gouverneur de la Fed, Ben Bernanke, arrive aux mêmes conclusions et les approfondit en 2000 dans Essays on the Great Depression (Essais sur la Grande Dépression). Il ajoute dans un discours en 2002, à propos de Milton Friedman : « Vous avez raison [..]. Nous sommes désolés. Mais grâce à vous nous ne referons pas cette erreur ».
De ses travaux sur l'équation de la théorie quantitative de la monnaie, Milton Friedman tira l'idée selon laquelle l'inflation est d'origine monétaire. Il déclara à propos du lien entre inflation et monnaie :

« L'inflation est toujours et partout un phénomène monétaire en ce sens qu'elle est et qu'elle ne peut être générée que par une augmentation de la quantité de monnaie plus rapide que celle de la production. »

— Milton Friedman, The Counter-Revolution in Monetary Theory

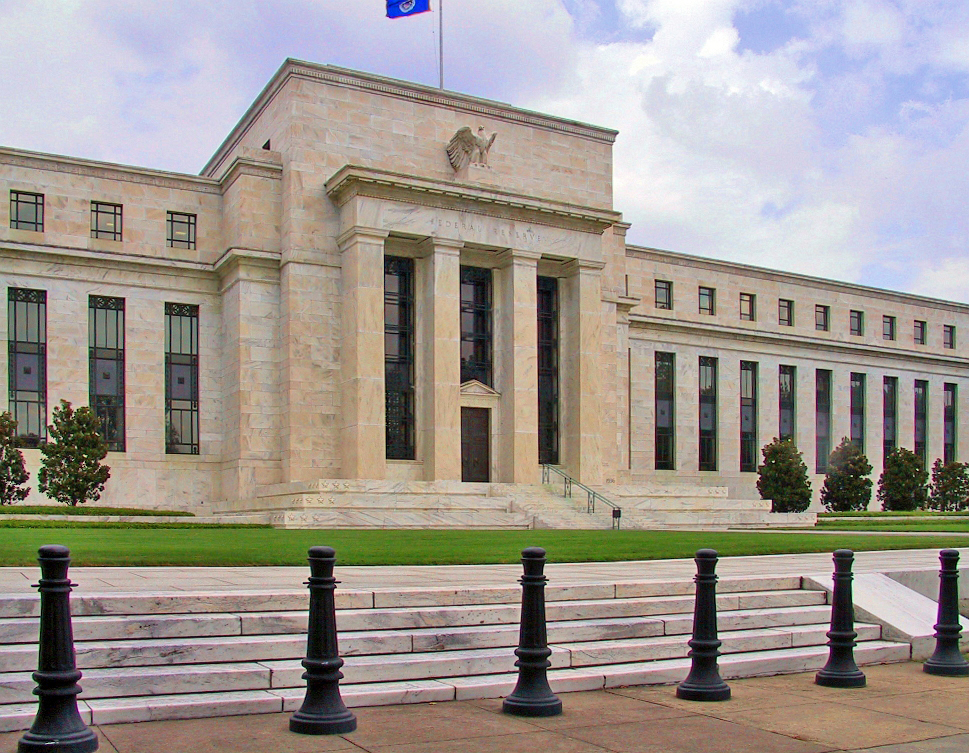
Façade de la Fed, aux États-Unis.

En conséquence, il défend une politique monétaire basée sur l'offre de monnaie : il fut le principal avocat du monétarisme. Cette approche monétariste de la conjoncture met l'accent sur l'ajustement monétaire global à partir de données agrégées d'activité et de prix, dont elle cherche à tirer une estimation de la demande de monnaie. Il propose donc une réduction du rôle du gouvernement dans le domaine économique. Milton Friedman affirme également que les interventions discrétionnaires d'une banque centrale ne peuvent qu'ajouter à l'incertitude sur la demande ; il a donc prôné une politique monétaire dont tous les acteurs économiques pourraient raisonnablement prévoir les effets, par exemple la hausse régulière d'un indicateur de masse monétaire jugé représentatif ; il s'agit de la règle d'or d'accroissement de la masse monétaire. Pour résumer sa pensée envers les banques centrales, il déclare:

« La monnaie est une chose trop importante pour la laisser aux banquiers centraux »

— Milton Friedman, Capitalism and Freedom
Pour Friedman, il est nécessaire de supprimer la Fed qui possède un pouvoir discrétionnaire trop grand et qui n'est soumise à aucun contrôle politique. L'introduction d'une règle simple - par exemple l'augmentation de la quantité de monnaie de 3 ou 5% par an - devait prendre la place des politiques de la Fed.

#### Une nouvelle conception du rôle de l'État dans l'économie
Il défendit également le retrait du gouvernement du marché des changes et promut les taux de change flottants. Il écrivit en particulier en 1953 un article, The Case for Flexible Exchange Rates, qui théorisait des idées qu'il exprimait depuis plusieurs années. Il y justifie le recours aux changes flottants par l'ajustement que ce système permet entre les devises des pays inflationnistes et des pays non inflationnistes.
Ses théories concernant les anticipations adaptatives furent cependant assez rapidement dépassées par la théorie des anticipations rationnelles, développée par un autre économiste de Chicago, Robert E. Lucas. Les économistes de la nouvelle économie classique se sont opposés à Friedman en défendant des hypothèses comportementales sensiblement différentes : Friedman et les monétaristes classiques supposaient des anticipations adaptatives, c'est-à-dire que les agents agissent en s'adaptant à la situation présente mais peuvent être trompés temporairement par une politique économique, laquelle sera alors efficace à court terme mais néfaste à long terme quand les agents se rendront compte de leurs erreurs. Pour les nouveaux classiques, les anticipations sont rationnelles. Les agents raisonnent en termes réels et ne peuvent être leurrés par une politique monétaire expansionniste, qui sera donc inefficace à court terme comme à long terme.
Friedman a aussi mené des travaux sur la fonction de consommation, qu'il considérait comme ses meilleurs travaux scientifiques. Alors que le keynésianisme dominait, il remit en cause la forme adoptée pour la fonction de consommation et en souligna les imperfections. À la place, il formula en particulier l'hypothèse de revenu permanent, qui postule que les choix de consommation sont guidés non par les revenus actuels mais par les anticipations que les consommateurs ont de leurs revenus. Ces anticipations étant plus stables, elles ont tendance à lisser la consommation, même quand le revenu disponible baisse ou augmente. Ces travaux furent particulièrement remarqués car ils remettaient en cause la validité des politiques conjoncturelles de relance de la demande et le multiplicateur d'investissement keynésien.
Il a également contribué à la remise en cause de la courbe de Phillips et mit au point avec Edmund Phelps le concept de taux de chômage naturel. Ces travaux furent publiés en 1968 dans Inflation et systèmes monétaires. Ils s'opposent au taux de chômage sans accélération de l'inflation des keynésiens. Il considère en essence qu'il existe un taux de chômage naturel, lié aux imperfections du marché du travail, parmi lesquelles l'intervention étatique qui bouleverse la libre fixation des salaires. Étant de nature structurelle, ce taux de chômage ne peut être réduit par des politiques conjoncturelles et l'injection de liquidités débouche fatalement sur l'inflation selon Friedman.
Il a également développé dans ses Essays un problème inhérent à toute politique conjoncturelle : l'action gouvernementale arrive toujours trop tard selon Friedman, en raison du temps nécessaire pour prendre la mesure de la situation et du temps nécessaire pour que les mesures aient des effets. L'action gouvernementale serait donc in fine néfaste, relançant l'économie alors qu'elle est déjà sortie de la crise et de ce fait favorisant la surchauffe ou, dans le cas inverse, précipitant l'économie dans la crise. Ces travaux remettaient donc en cause le bien-fondé des politiques de relance keynésiennes.

#### Modèle à fil tiré
Milton Friedman s'oppose à la théorie classique du cycle économique. Dans un article de 1964 publié au National Bureau of Economic Research, il propose un modèle dit à fil tiré (plucking model), selon lequel le rebond économique lors de la phase d'expansion est proportionnel au creusement de l'activité lors de la phase de la récession.

#### Friedman et le keynésianisme
De façon générale, les conclusions des travaux économiques de Friedman sont opposées à celles de Keynes, qui dominaient après la Seconde Guerre mondiale. Milton Friedman a souvent été ainsi défini comme l'« anti-Keynes ». Ses travaux reprennent cependant les outils d'analyse mis en place par le keynésianisme.
En réponse à la fonction de consommation keynésienne, il développa la théorie du revenu permanent. Avec cette théorie et l'introduction du taux de chômage naturel, Friedman remet en cause le bien-fondé des politiques de relance qui, pour lui, ne peuvent que provoquer de l'inflation contre laquelle il faut lutter. À cette fin, il proposa l'instauration d'un taux constant de croissance de la masse monétaire.
En 1965, le Time avait publié une citation de Friedman qui déclarait « Nous sommes tous keynésiens aujourd'hui ». Friedman, devant les critiques dont il est l'objet, publie en février de l'année suivante un erratum, écrivant que sa citation avait été tronquée et que ce qu'il voulait dire était que « En un sens, nous sommes tous keynésiens aujourd'hui ; en un autre sens, plus personne n'est keynésien. ». Il ajoute : « Nous utilisons tous le langage et l'appareil d'analyse keynésiens, mais plus personne n'accepte les conclusions keynésiennes originelles. »
Néanmoins, certaines réformes qu'il a pu proposer comme le prélèvement à la source de l'impôt sur le revenu et l'impôt négatif ont été parfois critiquées au sein du mouvement libéral ou libertarien. Certains représentants de l'école autrichienne d'économie comme Roger Garrison (en) posèrent la question de savoir si Milton Friedman n'était pas à certains égards keynésien. Murray Rothbard, anarcho-capitaliste, lui reprocha avec force son soutien au système de réserves fractionnaires comme système de création monétaire auquel lui-même s'opposait.

#### Une épistémologie instrumentaliste
Dans son ouvrage Essays in Positive Economics (Essais d'économie positive), il a présenté le cadre épistémologique de ses futures recherches et, plus globalement, de l'école de Chicago : l'économie comme science doit être détachée des questions sur ce qui devrait être et se concentrer sur ce qui est, indépendamment de jugements moraux. Il préconise donc l'économie positive à la place de l'économie normative. De même, une politique économique doit être jugée non sur ses intentions mais sur ses résultats. Il déclara ainsi en 1975 :

« L'une des plus grandes erreurs possibles est de juger une politique ou des programmes sur leurs intentions et non sur leurs résultats »

— Milton Friedman, Entretien avec Richard Heffner
Mais l'article le plus important de Milton Friedman en épistémologie est « The methodology of Positive Economics », publié en 1953. Friedman a profondément influencé la réflexion des économistes sur la méthodologie de leur science, tout en suscitant un très important débat. Friedman, dans cet article, critique l'empirisme logique de Paul Samuelson, alors dominant en science économique. Pour Friedman, le but des théories scientifiques est d'offrir des prédictions valides, sans être triviales. Par conséquent, la question du réalisme des hypothèses qui les fondent ne se pose pas : les théories sont des instruments. Elles n'ont donc pas à être fondées sur des hypothèses « vraies » ou « réalistes », résultant d'une observation du réel, si elles parviennent à être prédictives. Ainsi, pour Friedman, la critique de l'absence de réalisme des postulats fondateurs de la science économique, comme la rationalité des acteurs, n'a pas de pertinence dans la mesure où seule compte la valeur instrumentale de ces hypothèses : si elles fondent des théories aux prédictions exactes, leur usage est justifié.

## Promoteur du libéralisme
Milton Friedman a exercé un grand rôle public de promoteur du libéralisme : il s'engagea fortement dans le débat public en organisant en particulier de nombreuses conférences ou en participant à des émissions télévisées au cours desquelles il présenta ses convictions en faveur de l'économie libre et du capitalisme. Dans un entretien télévisé en 1979, il déclara par exemple :

« L'histoire est sans appel : il n'y a à ce jour aucun moyen […] pour améliorer la situation de l'homme de la rue qui arrive à la cheville des activités productives libérées par un système de libre entreprise »

— Milton Friedman, Entretien avec Phil Donahue
Il place le début de son engagement dans le débat public en faveur du libéralisme en 1947, lorsqu'il participe en avril à la réunion fondatrice de la Société du Mont-Pèlerin, réunie à l'initiative de Friedrich Hayek. Friedman fut de 1970 à 1972 le président de cette association internationale d'intellectuels libéraux.
Friedman a réalisé un apport important au droit de la concurrence moderne, « chaque décision de l'Autorité de la concurrence, des Cours d'appel ou de la Commission européenne mettant indirectement en balance ses idées ».
Son ouvrage le plus important pour diffuser les idées libérales auprès du grand public est probablement Capitalisme et liberté, édité en 1962 aux États-Unis. Il s'agit principalement de la compilation de conférences données en juin 1956 au Wabash College à l'invitation du William Volker Fund, disparu depuis. Il fut traduit dans 18 langues. S'adressant à un vaste public et non aux seuls économistes, il y défend le capitalisme comme unique moyen de construire une société libre. Il se place sur le terrain de la justification philosophique mais également pratique d'une économie libérale. Le livre est considéré par la National Review comme le dixième essai le plus important du XXe siècle. Friedman y présente notamment l'opinion que la seule responsabilité (sociale) des dirigeants d'entreprise est d'assurer à leurs actionnaires un maximum de profits,.
Cet ouvrage fut suivi d'un autre ouvrage majeur, Free to choose, traduit en français par La Liberté du choix et écrit avec sa femme Rose en 1980. Ce livre exercera une grande influence (cf. infra), comme la série homonyme de dix émissions télévisées qui furent diffusées à partir de janvier 1980 sur la chaîne PBS et sur lesquelles se fondait le livre. Ces émissions développaient les idées de Milton Friedman sur un certain nombre de sujets et les popularisèrent auprès du grand public. Cinq émissions remaniées suivirent en 1990.
En 1996, il établit avec Rose la fondation Milton & Rose Friedman pour défendre le libre choix de l'éducation pour les parents (Schooling choice). En particulier, la fondation promeut l'utilisation du chèque éducation. Ce système reste cependant très marginal[réf. nécessaire].
En 2003 il résume sa position : « est "libérale" une société où les dépenses publiques, toutes collectivités confondues, ne dépassent pas 10 à 15 % du produit national. Nous en sommes très loin. Il existe évidemment d'autres critères tels que le degré de protection de la propriété privée, la présence de marchés libres, le respect des contrats, etc. Mais tout cela se mesure finalement à l'aune du poids global de l'État. » D'après lui le libéralisme est le remède aux problèmes de développement : « La solution théorique, nous la connaissons. La clé du développement dépend : 1) de la présence d'un État de droit ; 2) du respect de la propriété privée ; 3) de l'existence d'un régime de libre entreprise (c'est-à-dire, fondamentalement, la liberté des prix, des salaires et des contrats) ; et 4) de la capacité à contenir les pouvoirs de l'État. État de droit, propriété privée, marchés libres et État limité sont les ingrédients nécessaires pour qu'un processus durable de croissance et de développement puisse s'enclencher. La formule n'est pas compliquée. Mais elle n'est pas facile à mettre en œuvre, ne serait-ce qu'en raison de l'incapacité de beaucoup à concevoir un pouvoir politique indépendant et restreint. ».
À travers cet engagement dans le débat public, il joua un rôle important dans la réactivation des idées libérales dans un contexte où les économies keynésiennes triomphaient. Ce rôle lui fut reconnu tant par ses partisans que par ses adversaires :

« Dans une période où le marxisme et l'interventionnisme étatique dominaient les esprits, Friedman a joué, à contre-courant, un rôle absolument irremplaçable »

— Pascal Salin, ancien président de la Société du Mont Pèlerin

« Avec Friedrich Hayek, Milton Friedman est sans doute le penseur qui aura le plus inspiré la révolution néolibérale. […] Outre son influence intellectuelle, Milton Friedman fut un combattant. »

— Serge Halimi, journaliste au Monde Diplomatique

## Influence
Les idées de Friedman se diffusèrent progressivement et furent prises en compte par les milieux politiques dans les années 1980, influençant profondément les mouvements conservateurs et libertariens américains. Ses idées sur le monétarisme, la fiscalité, les privatisations et la dérèglementation ont directement ou indirectement inspiré les politiques économiques de nombreux gouvernements à travers le monde, notamment ceux de Ronald Reagan aux États-Unis, de Margaret Thatcher au Royaume-Uni, d'Augusto Pinochet au Chili, de Mart Laar en Estonie, de Davíð Oddsson en Islande et de Brian Mulroney au Canada.

### États-Unis

Ronald Reagan expliquant ses baisses d'impôts dans une intervention télévisée en juillet 1981

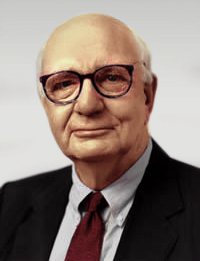
Paul Volcker, gouverneur de la Fed de 1979 à 1987

Dans un contexte général de révolution conservatrice, Milton Friedman prit part au renouveau du mouvement républicain et des idées libérales. Il soutient très tôt la « proposition 13 » d'initiative populaire votée en Californie en 1978 et qui vise à limiter les impôts.
Il conseilla Ronald Reagan dans sa campagne présidentielle et au cours de ses deux mandats. En partie à cause de cette influence, la politique économique que Reagan mit en place fut proche des idées défendues par Friedman. Les « Reaganomics » telles que les définit William A. Niskanen reposaient ainsi sur une réduction du poids de l'État, une baisse des taux marginaux d'imposition, la dérèglementation de l'économie et une politique monétariste pour réduire l'inflation ; cependant, son influence est concurrencée par les partisans de l'économie de l'offre. Les importantes baisses d'impôts orchestrées par Ronald Reagan, l'Economic Recovery Tax Act de 1981 en particulier, doivent à son influence mais aussi à celle de Robert Mundell et Arthur Laffer.
Son influence se ressent fortement dans le domaine monétaire : quand il arrive à la tête de la Réserve fédérale des États-Unis le 6 août 1979, Paul Volcker est confronté à la stagflation américaine, mélange de stagnation et d'inflation élevée : l'indice des prix augmente de 11,3 % cette année et de 13,5 % l'année suivante. Malgré les oppositions nombreuses dont celle des agriculteurs, il mène avec succès une politique monétariste de modération de l'évolution de la masse monétaire, qui débouche sur une réduction de l'inflation : 6,2 % en 1982 puis 3,2 % en 1983. Les coûts d'un retour durable vers la croissance sont élevés à court terme et les États-Unis entrent en récession en 1982.
Plus récemment, Arnold Schwarzenegger se réclamait lui aussi de la pensée de Friedman et déclarait : « Les deux personnes qui ont le plus influencé ma pensée économique sont Milton Friedman et Adam Smith ».

### Royaume-Uni
Arrivée au pouvoir en 1979, Margaret Thatcher est confrontée à une inflation élevée : de 1974 à 1981, elle a dépassé 10 % tous les ans, sauf en 1978. Fortement influencée par les idées de Friedrich Hayek, Margaret Thatcher s'attaque à l'inflation en menant une politique monétariste. Elle fait ainsi monter les taux d'intérêt de 12 à 17 %, entrainant une forte baisse de l'inflation qui revient à des niveaux inférieurs à 10 %. Les taux d'inflation remontèrent à la fin des années 1980, en bonne part sous l'influence des variations du marché immobilier. La pensée de Friedman ne fut qu'une des inspirations de cette politique monétaire thatcherienne et, si elle mentionne l'avoir lu dans ses Mémoires, elle accorde aux idées de Friedrich Hayek une part bien plus importante dans l'évolution de sa pensée. Cependant il influença davantage certains de ses conseillers directs comme Keith Joseph, l'éminence grise du thatchérisme qui poussa les idées monétaristes auprès de la Dame de fer. Friedman l'estimait et écrivit ainsi dans The Observer le 29 septembre 1982 : « Les gens ne réalisent pas que Margaret Thatcher n'est pas une conservatrice mais une authentique libérale ». Friedman et Thatcher se rencontrèrent très peu mais Margaret Thatcher rendit hommage à Friedman à sa mort et salua en lui « un combattant de la liberté ».

### Chili et Amérique latine

Logo de l'université pontificale du Chili. Friedman et Arnold Harberger exercent une influence profonde sur son enseignement.

Milton Friedman exerce une influence importante sur les économistes chiliens surnommés les « Chicago Boys » comme José Piñera ou Hernán Büchi : formés à l'université pontificale catholique du Chili dans le cadre d'un partenariat signé en 1956, avec l'université de Chicago, nombre d'entre eux obtiennent leur doctorat en économie à Chicago. Milton Friedman et Arnold Harberger ont une influence intellectuelle déterminante, et la politique économique, qu'ils mettent en place lors de la dictature militaire d'Augusto Pinochet, s'inspire des idées de Friedman : retraite par capitalisation, chèque éducation, privatisations, etc. Friedman se rend au Chili, en 1975, à l'invitation d'une fondation privée ; il donne une conférence où il déclare que « le marché libre allait détruire la centralisation et le contrôle politique » et à la suite de laquelle il rencontre Augusto Pinochet. Friedman écrit, le 21 avril 1975, au dictateur une lettre donnant des conseils économiques. Il émet dans cette lettre des recommandations relatives à la lutte contre l'inflation et la mise en place d'une économie sociale de marché. Il lui a été reproché de n'évoquer à aucun moment ni la dictature, ni la suppression des libertés publiques, ni les violations des droits de l'homme et la systématisation de la torture,. De fait, la lettre n'émet pas la moindre critique contre le dictateur, qui le remercie, le 16 mai, pour sa « lettre courtoise ».
En 1980, dans son documentaire Free to Choose il déclare : « Le Chili n'est pas un système politiquement libre et je n'approuve pas le système. Mais le peuple y est plus libre que dans les sociétés communistes parce que le gouvernement joue un rôle moindre. (…) Au cours des dernières années les conditions de vie du peuple se sont améliorées et non détériorées. Il serait toujours préférable de se débarrasser de la junte et d'être capable d'avoir un système démocratique libre », En 1984, Friedman affirme qu'il ne s'est « jamais retenu de critiquer le système politique au Chili ».
Dans un entretien donné sur PBS en 2000, Milton Friedman défend son activité au Chili en affirmant que l'adoption du marché libre a d'abord amélioré la situation économique du pays, puis permis l'amélioration du régime et la transition vers la démocratie dans les années 1990 - il considère d'ailleurs cette deuxième conséquence comme "plus importante" que les bons résultats économiques du régime. Son propos est résumé dans Capitalisme et liberté où il déclare : « L'histoire suggère uniquement que le capitalisme est une condition nécessaire à la liberté politique. Clairement ce n'est pas une condition suffisante. » Dans le documentaire de la chaîne PBS intitulé The Commanding Heights Friedman réaffirme sa position selon laquelle une plus grande liberté des marchés entraîne une plus grande liberté du peuple. Par ailleurs il soutient que c'est l'absence de liberté économique au Chili qui a produit l'arrivée du régime militaire tandis que la libéralisation économique a provoqué la fin de ce même régime et l'avènement du Chili démocratique. En outre, selon Johan Norberg : « Milton Friedman n'a jamais travaillé comme conseiller du gouvernement chilien et n'a jamais accepté le moindre centime du régime. ». Ce dernier affirme d'ailleurs dans l'entretien susmentionné que s'il a donné des conférences à Santiago, il était invité par un organisme privé (the Catholic University of Chile) et non par le gouvernement chilien. À ce propos, les reproches qui lui sont adressés pour avoir donné ces conférences sont pour lui « un merveilleux exemple de double standard ». De retour de Chine, il adresse une lettre au quotidien de Standford, dans lequel il dit avoir écrit : « C'est curieux. J'ai donné exactement les mêmes conférence en Chine qu'au Chili. J'ai fait face à de nombreuses manifestations dirigées contre moi à cause de ce que j'ai dit au Chili. Personne n'a protesté contre ce que j'ai dit en Chine. Comment est-ce possible ? ».
L'économiste André Gunder Frank, ancien élève de Friedman, qui ne partage pas ses vues et a travaillé pour les réformes d'Allende, lui reproche, en 1976, d'avoir soutenu des réformes « portées par un torrent de sang »,. Peu avant d'être assassiné par la dictature, l'économiste et diplomate Orlando Letelier émettra des critiques proches. D'après ce dernier, Friedman réprouve la nature autoritaire du régime mais estime que donner des conseils techniques économiques au gouvernement chilien n'est pas davantage un mal que, pour un médecin, de lui donner des conseils techniques médicaux pour aider à mettre fin à une peste. Letelier répond que ce « projet économique doit être imposé de force » et qu'au « Chili, la régression pour la majorité et la « liberté économique » pour une poignée de privilégiés sont l'envers et l'endroit de la même médaille ».
L'expérience économique chilienne est perçue comme un grand succès par l'Encyclopædia Britannica : « la dictature de Pinochet », « après avoir imposé des réajustements difficiles et commis sa part d'erreurs, […] avait lancé le pays sur un cours régulier de croissance économique qui en fit un modèle admiré en Amérique latine, qui continua même après que la dictature eut confié le pouvoir (mais pas le contrôle des forces armées) à un chrétien-démocrate élu en 1990. Le modèle chilien était fondé en tout état de cause, sur l'application de politiques néolibérales […] qui à un degré ou à un autre furent ultimement adoptées par tous les pays, y compris (dans certaines limites) par la dictature communiste survivante de Cuba. »
Selon la nécrologie consacrée à Pinochet dans The Independent, Friedman « a approuvé la dictature et a choisi de ne pas critiquer les assassinats, les emprisonnements illégaux, la torture, l'exil, et les autres atrocités », « commises à ce moment au nom du libre-marché »[source insuffisante]. La complaisance qui est prêtée à Friedman à l'égard de Pinochet conduit Thomas Piketty à voir en lui de l'antilibéralisme politique : « son ultralibéralisme économique […] allait de pair avec un certain anti-libéralisme politique ».
Cette expérience chilienne est cependant perçue différemment par certains auteurs comme Marie-Noëlle Sarget ou Naomi Klein, qui assurent que ces politiques économiques successives ont eu des effets négatifs durant leur période d'application.
Interrogé à propos des controverses créées à la suite de sa visite au Chili, Friedman accuse ses contradicteurs de parti-pris idéologique, car il a donné des conférences semblables dans plusieurs dictatures communistes, dont la Chine et la Yougoslavie, mais on ne lui a reproché que ses conférences dans la dictature de Pinochet,. Après la chute du régime, Milton Friedman déclare : « Je n'ai rien de bon à dire sur le régime politique que Pinochet a imposé. C'était un régime politique terrible. Le vrai miracle du Chili n'est pas son succès économique ; le vrai miracle du Chili est qu'une junte militaire était disposée à aller à l'encontre de ses principes et à soutenir un régime de marché libre […] Au Chili, le mouvement vers la liberté politique, qui a été engendré par la liberté économique et la réussite économique qui en résulte, a finalement abouti à un référendum qui a introduit la démocratie politique. Maintenant, enfin, le Chili a trois choses : la liberté politique, la liberté humaine et la liberté économique. Le Chili continuera d'être une expérience intéressante à regarder pour voir s'il peut les conserver toutes les trois ou si, maintenant qu'il dispose de la liberté politique, cette dernière aura tendance à être utilisée pour détruire ou réduire la liberté économique ».
En Argentine, la Junte militaire dirigée par Jorge Rafael Videla s'inspire également des théories économiques de Milton Friedman à partir de 1976. Néanmoins, l’augmentation du chômage et la chute du cours du pesos incitent le général Roberto Eduardo Viola, successeur de Videla, à revenir à un libéralisme économique plus modéré.

### Islande

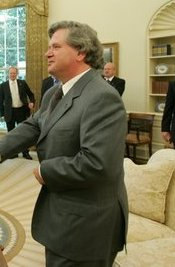
David Oddson, premier ministre islandais (1991-2004)

Friedman se rend en Islande à l'automne 1984 et donne une conférence à l'université d'Islande à la suite de laquelle il rencontre des intellectuels socialistes dont le futur président Olafur Ragnar Grimsson au cours d'un débat télévisé.
Friedman a une grande influence sur un groupe d'intellectuels du Parti de l'indépendance, en particulier Davíð Oddsson qui devient Premier ministre en 1991, et met en place un programme radical reprenant nombre d'idées de Milton Friedman : stabilisation fiscale et monétaire, privatisations importantes, forte réduction de la pression fiscale (l'imposition sur les bénéfices des entreprises passe de 45 % à 18 %), libéralisation des marchés de capitaux et de devises. Il reste au pouvoir pendant treize ans, jusqu'en 2004. Geir Haarde, qui le remplace comme premier ministre, mène des politiques situées dans la continuité de son prédécesseur. Entre 1975 et 2004, l'Islande est passée du 53e rang au 9e rang au classement des économies les plus libres selon l'Economic Freedom Index de l'Institut Fraser. Selon l'indice de l'Heritage Foundation, l'Islande est désormais la 5e économie la plus libre au monde, ce qui coïncide avec ses remarquables performances en termes de richesse par habitant (5e PIB par habitant le plus élevé de la planète en 2005) et le niveau de développement humain (également 5e pour l'IDH en 2009).
Conséquence de cette libéralisation des marchés des capitaux et des devises, le secteur bancaire de l'Islande connaît dans les années 2000 une croissance sans précédent avec un volume passant de 100 % du PIB à plus de 1 000 % en 2003. Les actifs consolidés des banques représentaient 880 % du PIB islandais à la fin de 2007. Les banques locales se lancent dans une politique d'endettement avec effet de levier massif et spéculent sur des actifs de plus en plus risqués. À l'inverse de la Grèce, la crise financière de 2008 en Islande ne sera pas liée, au désordre des finances publiques, mais comme en Irlande, au système bancaire et au gonflement des bilans des banques locales.

### Estonie
Bien que Friedman ne se soit jamais rendu en Estonie, il a exercé par son ouvrage Free to choose une influence importante sur celui qui allait devenir à deux reprises le Premier ministre du pays, Mart Laar. Ce dernier affirme que c'est le seul ouvrage d'économie qu'il ait lu avant de prendre ses fonctions et lui attribue la paternité des réformes qui ont fait de l'Estonie un des « tigres baltiques ». Laar mit en place en particulier la flat tax, fit des privatisations importantes et lutta contre la corruption.
Pour les réformes libérales qu'il mit en place, Laar reçut en 2006 le prix Milton Friedman pour l'avancement des libertés, décerné par le Cato Institute.  

## Reconnaissance internationale

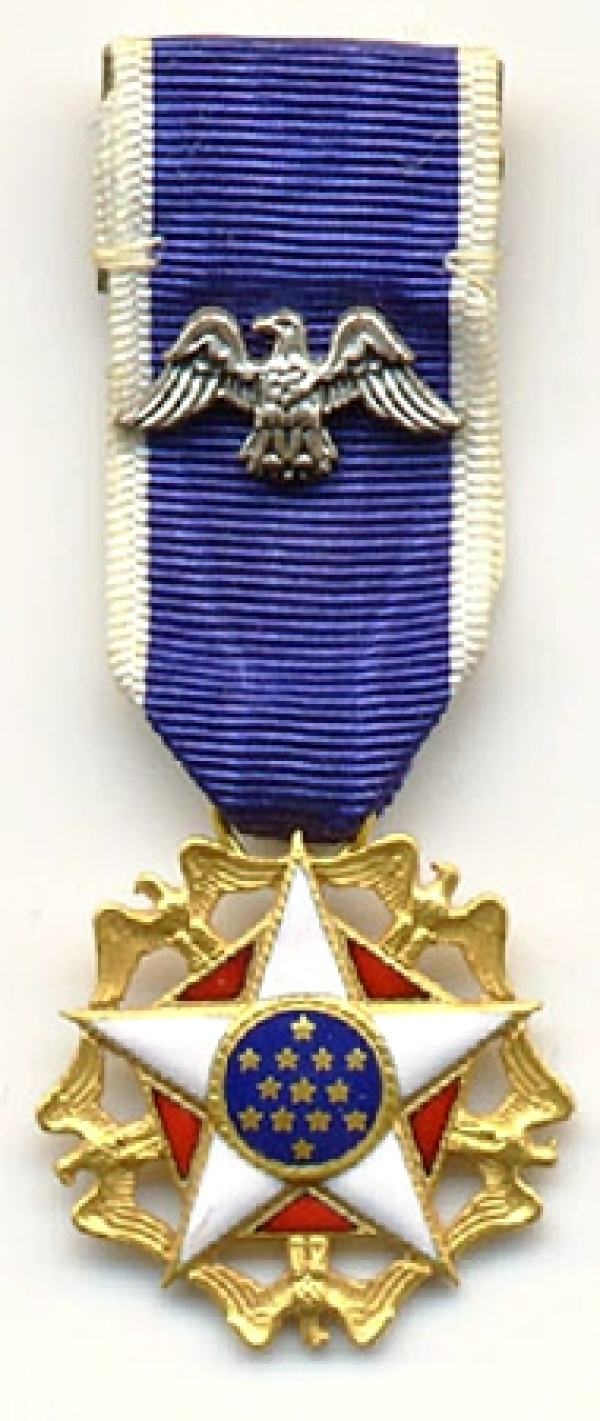
La Presidential Medal of Freedom

Milton Friedman a reçu de nombreux prix récompensant son travail : en 1951, la médaille John Bates Clark, un prix qui récompense tous les deux ans un économiste américain de moins de quarante ans « qui a apporté une contribution significative à la pensée et à la connaissance économique ». Elle fut suivie en 1976 du prix de la Banque de Suède pour ses travaux sur « l'analyse de la consommation, l'histoire monétaire et la démonstration de la complexité des politiques de stabilisation ». En 1988, il reçut la médaille présidentielle de la Liberté et la même année la National Medal of Science.
Selon l'hebdomadaire britannique The Economist, Friedman « fut l'économiste le plus influent de la seconde moitié du XXe siècle et peut-être de tout le XXe siècle ». Le directeur de la Fed, Alan Greenspan, affirma pour sa part qu'« il y a très peu de personnes dont les idées sont suffisamment originales pour changer la direction d'une civilisation. Milton Friedman était l'un d'eux ».
Le Cato Institute a donné avec son accord son nom à un prix en 2001 ; il est décerné tous les deux ans à une personnalité qui a fait avancer les libertés dans le monde et a récompensé l'économiste britannique Peter Thomas Bauer en 2002, l'économiste péruvien Hernando de Soto en 2004 et l'ancien premier ministre estonien Mart Laar en 2006.
Selon Harry Girvetz et Kenneth Minogue, rédacteurs de l'article libéralisme de l'Encyclopædia Britannica, Friedman fut avec Friedrich Hayek l'un des acteurs qui permit la renaissance du libéralisme classique au XXe siècle.
Le 29 janvier 2007 a été déclaré Milton Friedman Day par Arnold Schwarzenegger, gouverneur de Californie pour honorer sa vie, ses travaux et réalisations comme son influence sur l'économie contemporaine et les politiques publiques,.
Il a reçu de nombreux titres de docteur honoris causa, par l'université Rutgers en 1968, l'université hébraïque de Jérusalem en 1977, l'université Francisco-Marroquin en 1978, l'université Harvard en 1979 ou encore l'École supérieure d'économie de Prague en 1997.

## Héritage au sein de la pensée économique et critiques
Milton Friedman est une figure centrale de l'École de Chicago après la Seconde Guerre mondiale et il fait figure de père fondateur des politiques monétaires contemporaines. Il est, en effet, un des principaux acteurs de la reconquête par l'école néoclassique libérale de la place qui était la sienne avant la révolution keynésienne. Toutefois, même si son héritage est vaste, la théorie économique a continué à évoluer depuis Friedman, et la génération des économistes de Chicago qui lui a succédé a prolongé son œuvre, tout en abandonnant des points, parfois importants, de ses théories. Son héritage est toutefois très controversé. Raymond Barre écrit, par exemple, que « le monétarisme apparaît aujourd'hui comme étant trop simpliste. »
Les controverses viennent principalement des héritiers de Keynes, à la fois les néokeynésiens, les nouveaux keynésiens et, surtout, les post-keynésiens.
Par ailleurs, les banques centrales ont abandonné pour l'essentiel la doctrine monétariste, selon laquelle la masse monétaire doit suivre une règle fixe de croissance. Ainsi, la politique monétaire récente de la Banque centrale américaine a été décrite par Michel Aglietta comme reflétant le « triomphe de la politique discrétionnaire ». Néanmoins, la pensée de Friedman a profondément marqué la politique monétaire en imposant l'idée qu'il n'y a pas d'arbitrage possible entre inflation et chômage, faisant ainsi de la lutte contre l'inflation le but premier de la politique monétaire. Par ailleurs, même si Friedman critiquait le principe de l'indépendance des banques centrales, en ce que cela conférait pour lui un pouvoir étendu à des individus qui ne sont pas soumis au contrôle des électeurs, défendant là des principes qu'il estimait libéraux, il en est en partie à l'origine car il a insisté sur la nécessité d'une politique non discrétionnaire, qui ne serait pas confiée aux hommes politiques.

### Prolongement et critique des nouveaux classiques
La théorie monétariste a été radicalisée et, in fine, reformulée par la génération qui a suivi Friedman à Chicago, que l'on regroupe sous le terme de nouveaux classiques. Ceux-ci ont remis en cause la théorie des anticipations adaptatives de Friedman : pour celui-ci, les agents pouvaient être victimes à court terme d'une illusion monétaire, ne mesurant pas immédiatement les effets supposés inflationnistes des politiques économiques expansives ; ces politiques pouvaient donc être efficaces à court terme. Pour les néo-classiques, qui défendent l'idée que les agents ont des anticipations rationnelles, la monnaie n'est plus qu'un pur voile. Les agents savent immédiatement que toute politique de relance est inflationniste, puisqu'ils sont rationnels et parfaitement informés, c'est-à-dire qu'ils agissent de manière parfaite, conformément à leur intérêt selon le modèle de l'économie tel que celui-ci est conçu par les nouveaux classiques. Il n'y a donc pas d'illusion monétaire, même à court terme.

### Critique de l'école autrichienne d'économie
La critique autrichienne porte d'abord sur la méthode : l'axiome de l'action n'est pas pris en compte par les monétaristes qui préfèrent confronter les données économiques aux théories, sans a priori. Il est ensuite reproché à Friedman de préconiser l'interventionnisme étatique : la Grande Dépression des années 1930 aurait pu être évitée, selon lui, si la Réserve fédérale avait injecté suffisamment de liquidités dans le système. Pour les économistes « autrichiens », Friedman est un étatiste du point de vue monétaire, partisan du contrôle de la monnaie par une banque centrale et d'une augmentation régulière de la masse monétaire par voie étatique. Certains se demandent même dans quelle mesure Friedman ne pourrait pas être considéré comme keynésien.

### Critiques du monétarisme par les courants keynésiens

#### Critiques du monétarisme par les néo-keynésiens
Quoique moins critiques que les post-keynésiens, les néo-keynésiens, qui avaient synthétisé la théorie de Keynes et celle de l'école néo-classique, et qui dominaient la discipline au moment où le monétarisme se développa, adressèrent des objections fortes à la doctrine de Friedman. Ainsi, James Tobin contesta la réalité de la causalité, que Friedman met en avant dans son Histoire monétaire, entre les fluctuations de la masse monétaire et les cycles économiques aux États-Unis. Pour Tobin, l'existence d'une corrélation ne signifie pas qu'il existe pour autant un lien de causalité : les fluctuations de la masse monétaire peuvent être le produit du cycle, plutôt que l'inverse.
Toutefois, Franco Modigliani considère qu'« il n'y a pas en réalité de divergences analytiques sérieuses entre les principaux monétaristes et les principaux non monétaristes […]. En réalité, le trait distinctif de l'école monétariste et le véritable sujet de désaccord avec les non-monétaristes n'est pas le monétarisme, mais plutôt le rôle qu'on devrait probablement assigner aux politiques de stabilisation. ». Don Patinkin considère pour sa part que Friedman n'a fait que reformuler avec plus de sophistication la théorie monétaire de Keynes.

#### Critiques des post-keynésiens
Les auteurs post-keynésiens des années 1980 se sont montrés encore plus critiques envers le monétarisme. La théorie quantitative de la monnaie reformulée par Milton Friedman a suscité les critiques des partisans de la théorie de la monnaie endogène. Selon eux, la monnaie ne doit pas être pensée comme une variable exogène aux processus de production et dont la quantité est contrôlée par une institution extérieure (« L'Hélicoptère monétaire » selon la métaphore de Milton Friedman), mais comme la résultante de la demande de crédit du système économique.
Selon les économistes post-keynésiens, l'application des principes monétaristes devait donc nécessairement buter sur la question du ciblage des agrégats monétaires. En effet, quelle que soit la définition de la masse monétaire retenue par les autorités centrales, les agents tenteront de lui substituer des actifs plus ou moins liquides pour contourner le resserrement du crédit. Ainsi selon Nicholas Kaldor, « il n'y a pas de démarcation claire au sein de l'ensemble de la liquidité entre ce qui est de la monnaie et ce qui ne l'est pas. Quelle que soit la définition que l'on choisisse pour la monnaie, elle sera entourée par une myriade d'instruments plus ou moins liquides qui peuvent lui servir de substituts. »
Pour les économistes post-keynésiens, les problèmes théoriques de la théorie quantitative de la monnaie expliqueraient les difficultés croissantes que les banques centrales rencontreraient dans le contrôle des agrégats monétaires aux États-Unis et au Royaume-Uni au cours des années 1980.

#### Critiques des nouveaux keynésiens
Les idées de Friedman ont par ailleurs fait de lui l'objet d'une forte critique de la part des économistes nouveaux keynésiens. Paul Krugman a ainsi été très critique envers les idées de Friedman, en particulier sur le monétarisme qui n'aurait pas eu selon lui les résultats escomptés : « L'image publique et la renommée de Friedman ont été construites par ce qu'il a pu dire de la politique monétaire et par sa création de la doctrine monétariste. Il est en conséquence quelque peu surprenant de se rendre compte que le monétarisme est aujourd'hui largement considéré comme un échec, et que certaines des choses que Friedman a dites sur la « monnaie » et sur la politique monétaire - contrairement à ce qu'il a dit sur la consommation et l'inflation - semblent avoir été trompeuses, et ceci peut-être délibérément ». Krugman qualifia l'engagement de Friedman en faveur du capitalisme libéral d'« absolutisme du laissez-faire ».

#### Critiques des changes flottants
Milton Friedman est un défenseur des changes flottants. Pour lui, la monnaie est une marchandise comme une autre. Le prix des devises doit donc s'apprécier librement sur un marché libre. Le pays qui se laissera aller au laxisme budgétaire et l'impression inflationniste de monnaie aura une monnaie faible, de sorte que les acteurs économiques lui préféreront d'autres monnaies. À l'inverse, les vertueux auront une monnaie forte. C'est ainsi que, dans un cadre de changes flottants, les mécanismes du marché sanctionneraient spontanément les mauvaises politiques monétaires. À l'inverse, dans un système de changes fixes, le pays fort peut mener une politique inflationniste et des dépenses somptuaires tout en vendant ses billets au-dessus de leur valeur à des pays qui ne peuvent les refuser, de sorte que le puissant impose sa loi au faible. C'est ce qui s'est produit dans les relations entre les États-Unis et l'Allemagne après la guerre, lorsque les États-Unis imprimaient de la monnaie qu'ils vendaient aux Allemands à taux fixe.

## Polémiques
La journaliste Naomi Klein, dans son ouvrage La Stratégie du choc (repris par un film du même titre en 2010), reproche à Milton Friedman d'avoir conseillé plusieurs dictatures. Elle écrit que la théorie de Friedman « était démentie par les soupes populaires, les flambées de typhoïde et les fermetures d'usines au Chili, où régnait le seul régime assez impitoyable pour mettre ses idées en pratique ».
Klein critique « la définition de la liberté de Friedman, selon laquelle les libertés politiques sont accessoires, voire inutiles, par rapport à la liberté commerciale sans entraves », or Friedman pense que la liberté commerciale apporte la liberté politique.
La vision libérale de la « science économique » par Friedman est également vivement critiquée par Paul Jorion, qui lui reproche son dogmatisme, fondé sur des présupposés et des principes, son absence de réflexion épistémologique, notamment dans son essai Le dernier qui s'en va éteint la lumière : Essai sur l'extinction de l'humanité (Fayard, 2016). Selon lui, cette « science économique » est prétendument neutre et apolitique, et « suppose que l'économie est constituée d'une juxtaposition d'individus rationnels, appelés homo œconomicus, qui visent à maximiser leur utilité personnelle par des choix rationnels entre des ressources rares », vision théorique qui ne tient pas compte de la réalité et de la distinction des individus et des classes sociales. Jorion reproche ainsi à Friedman de faire fi de la dimension épistémologique de son savoir, comme de tout savoir, en niant toute approche anthropologique sociale, au profit d'un « individualisme méthodologique » ; « de même, un déterminisme “laplacien” a été transposé dans la doctrine des anticipations rationnelles de la “science” économique. Il postule que si l'on comprend complètement le présent, alors le futur devient parfaitement prévisible. ». La physique moderne, avec la découverte des systèmes dynamiques discrets, tout comme les récentes crises financières à répétition ont démontré à quel point cette compréhension figée et toute théorique du monde, placée sous l'égide du calcul économique (selon Friedman et les défenseurs libéraux du paradigme du marché), est contredite par la réalité et ses soubresauts historiques, sociaux, économiques.[réf. souhaitée]
Naomi Klein et Paul Jorion critiquent également le soutien militant que Friedman et d'autres membres de l'École de Chicago, tels que Ronald Coase ou Gary Becker, auraient, selon eux, apporté à la dictature militaire de Pinochet.

## Bilan de la mise en œuvre des politiques monétaristes

### Résultats des politiques monétaristes sur l'économie «réelle»
Pour Friedman, le rôle des autorités monétaires est de suivre une règle d'accroissement de la masse monétaire stricte, parallèle au taux de croissance de l'économie : cela doit permettre de donner à l'économie les liquidités nécessaires aux transactions, sans provoquer ni de bulle inflationniste (trop grande création monétaire), ni de récession (trop faible création monétaire). Cette politique monétariste a été mise en œuvre par la Réserve fédérale américaine à partir de la fin des années 1970. Elle a permis une réduction importante puis une maîtrise de l'inflation, après les envolées inflationnistes des deux chocs pétroliers et l'inefficacité des politiques traditionnelles de « stop-and-go ».
Les monétaristes considèrent ce contrôle rapide de l'inflation comme un grand succès et ils y voient l'origine de la croissance stable et élevée des décennies 1980 et 1990 aux États-Unis. Les nouveaux classiques, héritiers de Friedman, pensent quant à eux que la politique monétariste a avant tout permis d'ancrer les anticipations d'inflation à un niveau faible, ce qui a ensuite permis le relâchement des taux d'intérêt par la Fed.
Toutefois, à court terme, la conséquence de la stabilisation de l'inflation fut un ralentissement économique, avec un accroissement temporaire du taux de chômage qui monta à 10 % en 1982 contre 6 % en 1978 aux États-Unis, avant de redescendre à partir de 1982.
Les critiques estiment ainsi que les politiques monétaristes n'ont pas donné tous les résultats escomptés, et qu'elles ne les ont pas obtenus conformément à la doctrine de Friedman. Michel Aglietta écrit notamment que si l'inflation fut brisée « au-delà de toutes les espérances […] les coûts exorbitants en termes de pertes de production et d'emploi dans le monde entier, le déclenchement de la crise de la dette souveraine des pays du tiers monde, les changements structurels induits dans la finance furent des conséquences sans commune mesure avec les ajustements bénins qui étaient prédits par les monétaristes ». Pour les économistes néo-keynésiens, cette baisse de l'inflation et la hausse du taux de chômage étaient d'ailleurs directement liées, non pas au contrôle de la masse monétaire (qui n'a jamais été véritablement réalisée par la Fed, cf. infra), mais seulement aux effets sur l'économie réelle des taux d'intérêt extrêmement élevés de la Fed au début des années 1980. John Kenneth Galbraith affirme : « finalement, l'inflation fut maîtrisée. La monnaie n'est pas liée aux prix grâce à la magie cachée de l'équation de Fisher, ou grâce à la foi de Friedman, mais à cause des taux d'intérêt élevés qui permettent de contrôler les prêts bancaires (et les autres) et la création de dépôt ». En d'autres termes, la politique monétaire de taux élevés qui décourage les investissements les moins rentables en renchérissant les prêts aurait provoqué le ralentissement économique, responsable de la baisse de l'inflation. Le contrôle et la réduction de la masse monétaire n'en seraient donc pas la cause.

### Abandon du contrôle de la masse monétaire et retour aux politiques discrétionnaires
Toutefois, si la lutte contre l'inflation est au cœur de l'action des banques centrales aujourd'hui, celles-ci ont abandonné l'essentiel de la doctrine monétariste en la matière. Pour Friedman, les banques centrales devaient, en effet, maitriser l'inflation en contrôlant la croissance de la masse monétaire.
Or, si les banques centrales ont, à la fin des années 1970, suivi ces recommandations, elles ont rapidement cessé de le faire. La croissance de la masse monétaire n'est plus, aujourd'hui, pour elles qu'un des indicateurs des tensions inflationnistes futures. En effet, comme le notent, Olivier Blanchard et Daniel Cohen, « la conduite de la politique monétaire à partir de la croissance monétaire postule l'existence d'une relation étroite à moyen terme entre l'inflation et la création monétaire nominale. Le problème est que cette relation n'est pas très étroite en réalité ». L'instabilité et la faiblesse du lien entre création monétaire et inflation peuvent s'expliquer par plusieurs raisons.
En premier lieu, les innovations financières des années 1980–1990, en accroissant la liquidité des actifs, ont rendu la distinction entre monnaie et actifs non monétaires difficile à opérer : un agent peut, à la place de la monnaie au sens strict, thésauriser au moyen d'autres actifs comme des SICAV, inclus dans M2. Ces actifs sont donc très proches de la monnaie et ils en constituent un substitut. Par conséquent, les agents arbitrent entre ces actifs, ce qui a pour implication que le stock de monnaie connait d'importantes et brusques variations, alors que M. Friedman le considérait stable. Or la relation entre inflation et masse monétaire n'est étroite que si la vitesse de circulation de la monnaie est constante. Ainsi, la croissance des agrégats monétaires, surtout M1 et M2, n'a plus depuis la fin des années 1970 de relation stable avec l'inflation. La Fed suivait initialement la masse monétaire M1, conformément aux recommandations monétaristes, puis elle utilisa M2 comme indicateur de référence, mais il tendit également à ne pas fournir de bonnes indications sur les évolutions des prix.
De plus, si la banque centrale peut contrôler directement M1, elle ne peut pas contrôler M2 : elle ne peut pas empêcher un agent d'acheter un actif financier inclus dans M2 à la place de la monnaie. Cela est d'autant plus problématique que certains économistes pensent avoir constaté que la simple annonce par les banques centrales d'un objectif pour un indicateur de masse monétaire peut entraîner la réaction des acteurs économiques, qui modifient leur comportement pour échapper à la contrainte monétaire, ce qui a pour conséquence d'enlever toute valeur à l'indicateur de masse monétaire, selon ce qui a été appelé la loi de Goodhart. Finalement entre 1975 et 2000, la Fed n'a pas atteint son objectif cible de croissance de M2 11 années sur 26. Comme le relèvent Olivier Blanchard et Daniel Cohen : « ces irrégularités dans la croissance de M2 et les fréquents échecs pour atteindre l'objectif annoncé ont soulevé une question évidente. À quoi cela sert-il d'annoncer une fourchette pour M2 si on en sort si souvent ? C'est la conclusion à laquelle est arrivée en réalité la Fed en 2000, et c'est pour cela qu'elle n'annonce plus de fourchette-cible pour M2 ».
Ainsi, Frederic Mishkin (en), résumant ces difficultés, affirme que les agrégats monétaires sont loin de pouvoir remplir les trois rôles qui sont fournir des informations pertinentes, constituer des indicateurs de politique économique et être au fondement d'une règle à suivre en matière de politique monétaire : « Nos résultats montrent qu'aux États-Unis, depuis 1979, les agrégats monétaires sont loin de pouvoir remplir ces rôles, et que l'agrégat M3 en Allemagne n'est guère plus efficace ».
De fait, aujourd'hui, les banques centrales ont choisi comme objectif premier et parfois unique de rester à proximité d'une cible d'inflation à court et moyen terme (par exemple, un taux d'inflation inférieur ou égal à 2 % pour la BCE), en fixant le niveau de leurs taux directeurs de façon à avoir un impact sur l'activité réelle ; le but est que la croissance soit proche de la croissance potentielle pour éviter des variations cycliques trop fortes. Pour ce faire, les banques centrales utilisent souvent une règle de Taylor qui fixe un cadre à l'évolution des taux d'intérêt, en fonction de l'inflation et du taux de chômage. La variation de la masse monétaire est donc passée au second plan : elle ne constitue plus qu'un indicateur des risques inflationnistes à moyen et long terme. Les banques centrales ne mettent donc plus en œuvre des politiques monétaristes fondées sur la gestion directe de la masse monétaire. Ainsi, selon Paul Krugman, la Fed cessa de se conformer à une politique monétaire fondé sur la gestion de la masse monétaire dès 1982, et y renonça officiellement en 1984. Depuis 2000, elle ne se fixe plus de cible de croissance de M2 et depuis 2006, elle ne publie plus de données sur M3. Depuis, elle mène des politiques monétaires discrétionnaires, fondée sur un objectif d'arbitrage entre croissance et inflation.
Le bilan de la politique monétaire américaine depuis l'abandon du monétarisme, notamment lors de la période pendant laquelle la réserve fédérale était dirigée par Alan Greenspan entre 1987 et 2006, fait l'objet de débats intenses. Certains économistes considèrent qu'elle a contribué à empêcher le développement de crises systémiques majeures dans les pays développés et à maintenir le plein-emploi au sein de l'économie américaine. D'autres auteurs jugent que cette politique discrétionnaire est à l'origine de la formation de bulles spéculatives à répétition, dont la plus importante est la bulle immobilière américaine des années 2000 à l'origine de la crise des subprimes.
Pour la zone euro, la Banque centrale européenne, héritière de la doctrine monétaire de la Bundesbank, définit son « second pilier » comme celui de la surveillance de l'indicateur monétaire M3, à côté d'autres indicateurs, et l'utilise pour ses prévisions d'inflation. Toutefois, depuis 2003, elle a cessé d'en faire l'instrument de sa politique monétaire : elle ne considère plus depuis 2003 ces agrégats monétaires que comme « principalement un élément de recoupement, dans une perspective à moyen et à long terme, des indications à court et à moyen terme ressortant de l'analyse économique. » De 1998 à 2003, le taux de croissance de cet agrégat choisi en référence par la BCE était de 4,5 %, niveau au-delà duquel elle considère qu'il existe un risque d'inflation supérieur à 2 %. En fait, la BCE n'est jamais parvenue à respecter son objectif de croissance de la masse monétaire. Avant même son abandon officiel, il n'était donc qu'informatif. La BCE prend en compte les évolutions conjoncturelles et suit, dans les faits, la règle de Taylor.

### Nouvelle conception de la politique monétaire
Toutefois, malgré les échecs des politiques monétaires ayant appliqué strictement la doctrine monétariste, l'héritage de Friedman en matière de politique monétaire est important. Il a, en effet, imposé un certain nombre d'idées qui demeurent structurantes en matière de politique monétaire. Par sa critique de la courbe de Phillips, et le développement de l'idée de taux de chômage naturel, il a soutenu l'idée qu'il n'y avait pas d'arbitrage possible entre inflation et chômage et que, par conséquent, la mission de la politique monétaire est la stabilité des prix. La politique monétaire n'a donc pas à chercher à relancer l'activité, puisqu'elle ne provoque que de l'inflation. La lutte contre l'inflation est aujourd'hui, conformément au message de Friedman, au centre de la politique monétaire. Par ailleurs, le monétarisme a réhabilité les politiques monétaires par rapport aux politiques budgétaires, privilégiées par le keynésianisme.

## Œuvres
Friedman a écrit de nombreux livres et articles. La liste suivante n'est pas exhaustive :